# ستيف إيفانز (لاعب هوكي الحقل)
ستيف إيفانز (بالإنجليزية: Steve Evans) هو لاعب هوكي الحقل جنوب أفريقي، ولد في 26 أبريل 1976.

## وصلات خارجية
- ستيف إيفانز على موقع الاتحاد الدولي للهوكي (الإنجليزية)
- ستيف إيفانز على موقع أوليمبيديا (الإنجليزية)